# خفتگی دانه
خفتگی دانه یا خفتگی بذر (به انگلیسی: Seed dormancy) یک سازگاری تکاملی است که از جوانه زدن دانه‌ها در شرایط بوم‌شناسی نامناسب جلوگیری می‌کند که معمولاً سبب احتمال کم برای بقای گیاهچه می‌شود. دانه‌های خفته در یک دوره زمانی مشخص و تحت ترکیبی از عوامل محیطی که معمولاً برای جوانه زدن دانه‌های غیرخفته مساعد هستند، جوانه نمی‌زنند.
دانه‌هایی که به دلیل داشتن میوه‌های گوشتی که جوانه‌زنی را به تعویق می‌اندازند، جوانه نمی‌زنند، خموش هستند، نه خفته.

## انواع خفتگی
- خفتگی برون‌زا
  - خفتگی فیزیکی
  - خفتگی مکانیکی
  - خفتگی شیمیایی
- خفتگی درون‌زا
  - خفتگی فیزیولوژیک
  - خفتگی ریخت‌شناختی
  - خفتگی ترکیبی

## خفتگی ترکیبی
خفتگی ترکیبی در برخی از دانه‌ها رخ می‌دهد، جایی که خفتگی ناشی از شرایط بیرونی (فیزیکی) و درون‌زا (فیزیولوژیک) است. برخی از گونه‌های زنبق هم دارای پوشش دانه‌های نفوذناپذیر سخت و هم خفتگی فیزیولوژیک هستند.

## خفتگی ثانویه
خفتگی ثانویه در برخی از دانه‌های ناخفته و دانه‌های پساخفتگی رخ می‌دهد که در معرض شرایط مساعد برای جوانه‌زنی مانند دمای بالا قرار دارند. این به دلیل شرایطی است که پس از پراکندگی دانه ایجاد می‌شود. مکانیسم خفتگی ثانویه هنوز به‌طور کامل شناخته نشده است، اما ممکن است شامل از دست دادن حساسیت در گیرنده‌های غشای پلاسما باشد.